# Khatgal
Khatgal ou Hatgal (mongol en écriture cyrillique : Хатгал сум) est un Sum (district) de Mongolie dans la province de Khövsgöl.